# Теллурид германия
Теллури́д герма́ния — бинарное неорганическое соединение,
германия и теллура с формулой GeTe,
не растворяется в воде.

## Получение
- Сплавление германия и теллура в вакууме:

{\displaystyle {\mathsf {Ge+Te\ {\xrightarrow {}}\ GeTe}}}

## Физические свойства
Теллурид германия образует кристаллы, похожие на металл,
тригональной сингонии,
параметры ячейки a = 0,598 нм, α = 88,4°. В этой фазе он является сегнетоэлектриком (точка Кюри около 670 К) и низкотемпературным сверхпроводником.
При температуре 390—460 °C (в зависимости от отклонения в стехиометрии) происходит фазовый переход в структуру типа NaCl кубической сингонии,
параметры ячейки a = 0,599÷0,601 нм.

## Химические свойства
- Не реагирует с соляной и серной кислотами, перекисью водорода. Реагирует с азотной кислотой.